# Воньга (деревня)
Во́ньга — деревня в составе Куземского сельского поселения Кемского района Республики Карелия.

## Общие сведения
Деревня расположена на 902 км железнодорожной линии Беломорск—Чупа.

## Население
| 2002 | 2009 | 2010 | 2013 |
| ---- | ---- | ---- | ---- |
| 3    | ↘2   | →2   | →2   |